# Xikou Shuiku
Xikou Shuiku (kinesiska: 溪口水库) är en reservoar i Kina. Den ligger i provinsen Zhejiang, i den östra delen av landet, omkring 200 kilometer sydost om provinshuvudstaden Hangzhou. Xikou Shuiku ligger 25 meter över havet. Arean är 1,3 kvadratkilometer. I omgivningarna runt Xikou Shuiku växer i huvudsak blandskog. Den sträcker sig 3,1 kilometer i nord-sydlig riktning, och 0,9 kilometer i öst-västlig riktning.
Genomsnittlig årsnederbörd är 2 144 millimeter. Den regnigaste månaden är augusti, med i genomsnitt 395 mm nederbörd, och den torraste är januari, med 73 mm nederbörd.